# باشگاه فوتبال آستریا وین
باشگاه فوتبال آستریاوین (به آلمانی: Fußballklub Austria Wien) باشگاه فوتبال اتریشی است که در شهر وین قرار دارد و هم‌اکنون در بوندس‌لیگا اتریش بازی می‌کند.
این تیم با ۲۴ عنوان قهرمانی بوندسلیگا اتریش و ۲۷ عنوان جام حذفی داشته است که یعنی بیشترین جام را در بین باشگاه‌های اتریشی کسب کرده است.
این باشگاه در تاریخ ۱۲ مارس ۱۹۱۱ تأسیس شده است.

## تاریخچه
در سال ۱۹۲۴، این تیم اولین عنوان قهرمانی خود را به دست آورد. وینر آماتور در سال ۱۹۲۶ پس حرفه ای شدن نام خود را به اتریش وین تغییر داد. در سال ۱۹۲۶ این باشگاه توانست عنوان قهرمانی خود را به دست آورد.
در دهه ۱۹۳۰ یعنی سال‌های ۱۹۳۳ و ۱۹۳۶ این باشگاه توانست جام میتروپا را به دست آورد. ستارهٔ آن تیم ماتیاس سیندلار بود که در سال ۱۹۸۸ تبدیل به ستاره اتریشی شد.
درسال ۱۹۳۸ موفقیت این باشگاه توسط ارتش نازی متوقف شد. همچنین بازیکنان، کارکنان و تمام افراد این یهودی این باشگاه کشته شدند یا از کشور گریختند.
در آغاز دهه ۱۹۹۰، اتریش وین آخرین دوره قهرمانی خود را کسب کرد: سه قهرمانی متوالی بوندسلیگا در سال ۱۹۹۱ تا ۱۹۹۳. سه قهرمانی جام حذفی اتریش در سال‌های ۱۹۹۰، ۱۹۹۲ و ۱۹۹۴. و چهار عنوان قهرمانی سوپرکاپ اتریش در سال‌های ۱۹۹۱، ۱۹۹۲، ۱۹۹۳، ۱۹۹۴. ولی با وجود مشکلات مالی بسیار و فروش بازیکنان کلیدی ارزش باشگاه کاهش یافت.

## تاریخچه اخیر
آستریا وین در سال ۱۹۹۹ توسط میلیاردر اتریشی-کانادایی فرانک استروناخ خریداری شد. پس ازعقد قراردادهایی با شرکت سیگار ممفیس، باشگاه به اسم FK Austria Memphis Magna تغییر نام داد.
سرمایه‌گذاری استروناخ، با بودجه ای سه برابر بیشتر از میانگین لیگ، اولین قهرمانی بوندسلیگا را در فصل ۲۰۰۲ به خود اختصاص داد. اما با همهٔ اینها، والتر شاخنر که سرمربی تیم بود خود را برکنار کرد. اگرچه کریستوف داوم جایگزین او نتوانست عنوان قهرمانی لیگ را حفظ کند، اما توانست جام حذفی اتریش را به دست آورد.
آستریا وین در فصل ۲۰۰۴–۲۰۰۵ به مرحله یک چهارم نهایی جام یوفا رسید، جایی که توسط پارما حذف شد. در ۲۱ نوامبر ۲۰۰۵، فرانک استوناخ از باشگاه کنارگیری خود را اعلام کرد. در نتیجه بهترین گلزن‌های تیم مثل رولاند لینز، ولادیمیر یانوچکو، جوی دیدولیکا، لیبور سیونکو، فیلیپ شیبو و سیگورد راشفلد تابستان بعد به تیم‌های دیگر فروخته شدند.
از دست دادن بازیکنان کلیدی و بودجه بسیار کم این باشگاه برای فصل ۰۷–۲۰۰۶ باعث شد تا باشگاه آسیب جدی ببیند. علیرغم باخت ۴–۱ در مجموع به بنفیکا در دور مقدماتی لیگ قهرمانان اروپا، این تیم موفق شد در مقابل لژیا ورشو که در مجموع ۲–۱ پیروز شد، جام یوفا جواز را برای مرحله گروهی کسب کند. توماس پاریتس بازیکن و مربی سابق این باشگاه مدیرکل شد. پس از اینکه تیم سه روز بعد با نتیجه ۴–۰ مقابل ردبول سالزبورگ شکست خورد، پارتیس مربیان پیتر استوگر و فرانک شینکلز را کنار گذاشت و به جای آنها گئورگ زلهوفر جایگزین شد. با اینکه این فصل در کریسمس در آخرین رتبهٔ جدول بود اما در بوندسلیگا توانست به مقام ششم برسد. با این حال، باشگاه در آن سال جام را توانست به دست آورد. و در فصل بعد پیشرفت کرد و توانست در رده سوم لیگ قرار گرفت.

## استادیوم

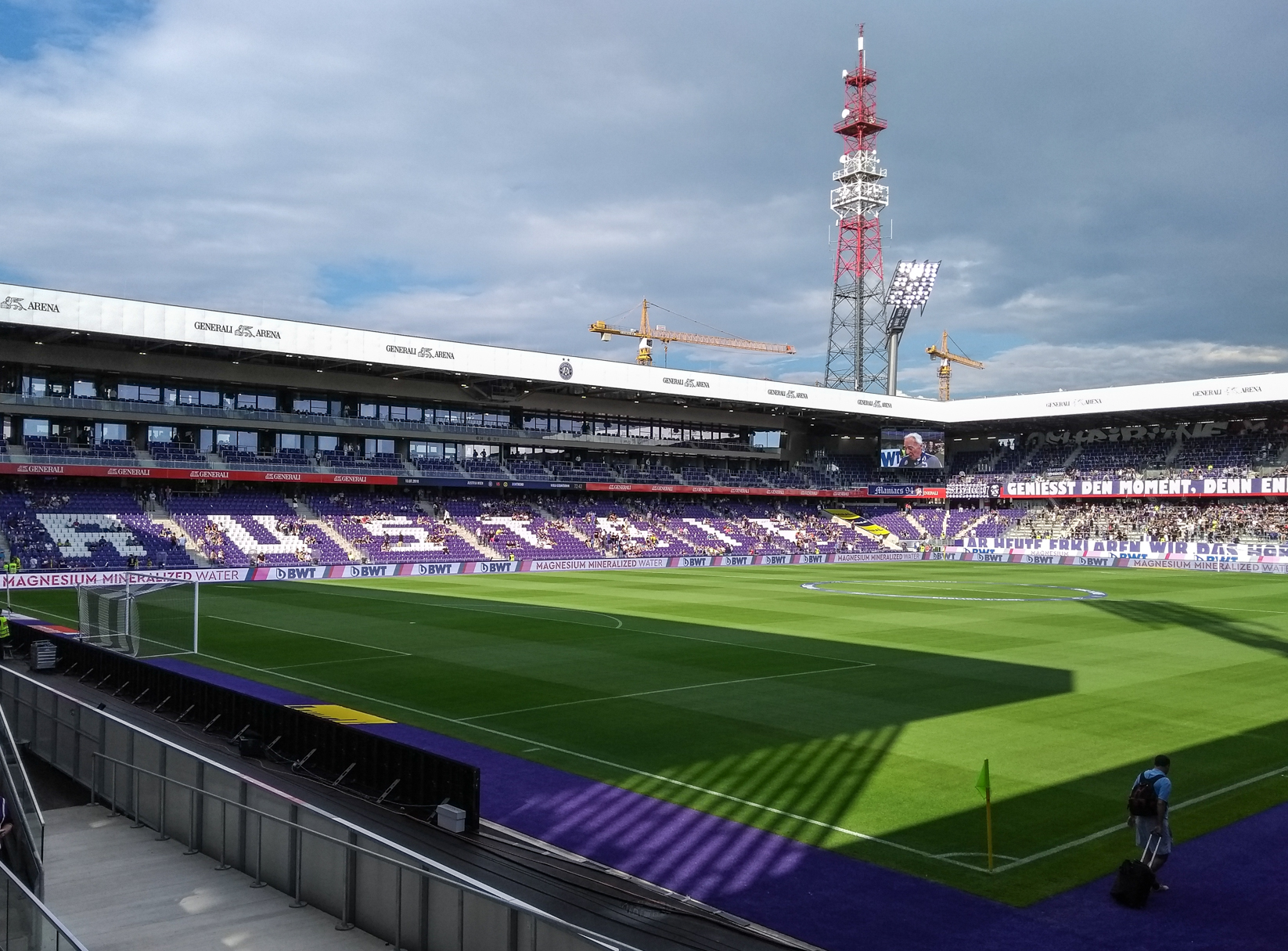
این ورزشگاه ظرفیت حدود ۲۰۰۰۰ نفر را دارد که در محله Letná در پراگ واقع شده است.

وین بازی‌های خانگی خود را در استادیوم فرانتس هور انجام می‌دهد. که از سال ۲۰۰۸، ظرفیت ۱۷۰۰۰ نفر داشت. این ورزشگاه در قرارداد حقوق نامگذاری با شرکت بیمه ایتالیایی جنرالی که در پایان سال ۲۰۱۰ اعلام شد، به جنرالی آنرا تغییر نام داد.
ورزشگاه استرایا وین ابتدا در سال ۱۹۲۵ برای اسلوان وین، یک باشگاه مهاجران چک ساخته شد و تا حد زیادی متفقین در جنگ جهانی دوم آنرا تخریب شد. این باشگاه در سال ۱۹۷۳ وارد زمین شد و اولین بازی خود را در ۲۶ اوت در آنجا انجام داد. این ورزشگاه پس از مرگ فرانتس هور، رئیس اتحادیه فوتبال وین، نامگذاری شد.

## افتخارات

### رقابت‌های داخلی
- بوندس‌لیگا اتریش (۲۴)

قهرمان: –۲۴, ۱۹۲۵–۲۶, ۱۹۴۸–۴۹, ۱۹۴۹–۵۰; ۱۹۵۲–۵۳; ۱۹۶۰–۶۱, ۱۹۶۱–۶۲, ۱۹۶۲–۶۳; ۱۹۶۸–۶۹, ۱۹۶۹–۷۰; ۱۹۷۵–۷۶; ۱۹۷۷–۷۸, ۱۹۷۸–۷۹, ۱۹۷۹–۸۰, ۱۹۸۰–۸۱, ۱۹۸۳–۸۴, ۱۹۸۴–۸۵, ۱۹۸۵–۸۶; ۱۹۹۰–۹۱, ۱۹۹۱–۹۲, ۱۹۹۲–۹۳; ۲۰۰۲–۰۳, ۲۰۰۵–۰۶, ۲۰۱۲–۱۳
- جام حذفی فوتبال اتریش (۲۷)

قهرمان: ۱۹۲۰–۲۱، ۱۹۲۳–۲۴، ۱۹۲۴–۲۵، ۱۹۲۵–۲۶، ۱۹۳۲–۳۳، ۱۹۳۴–۳۵، ۱۹۳۵–۳۶، ۱۹۴۷–۴۸، ۱۹۴۸–۴۹، ۱۹۵۹–۶۰، ۱۹۶۱–۶۲، ۱۹۶۲–۶۳، ۱۹۶۶–۶۷، ۱۹۷۰–۷۱، ۱۹۷۳–۷۴، ۱۹۷۶–۷۷، ۱۹۷۹–۸۰، ۱۹۸۱–۸۲، ۱۹۸۵–۸۶، ۱۹۸۹–۹۰، ۱۹۹۱–۹۲، ۱۹۹۳–۹۴، ۲۰۰۲–۰۳، ۲۰۰۴–۰۵, ۲۰۰۵–۰۶, ۲۰۰۶–۰۷, ۲۰۰۸–
- سوپر جام فوتبال اتریش (۶)

قهرمان: ۱۹۹۰، ۱۹۹۱، ۱۹۹۲، ۱۹۹۳، ۲۰۰۳، ۲۰۰۴

### رقابت‌های اروپایی
- جام میتروپا (۲)

قهرمان: ۱۹۳۳, ۱۹۳۶
- جام برندگان جام اروپا

نایب قهرمان: ۱۹۷۸